# Veronica nivea
Veronica nivea är en grobladsväxtart som beskrevs av John Lindley. Veronica nivea ingår i släktet veronikor, och familjen grobladsväxter. Inga underarter finns listade i Catalogue of Life.